# Lista de pinturas de Oscar Pereira da Silva
Esta é uma lista de pinturas de Oscar Pereira da Silva. Oscar Pereira da Silva é natural de São Fidélis, Rio de Janeiro, 1867, e faleceu na cidade de São Paulo capital em 1939. Em 1882 ingressa na Academia Imperial de Belas Artes (AIBA). No ano de 1897, funda o Núcleo Artístico, que mais tarde se transforma na Escola de Belas Artes.

## Lista de pinturas
| Imagem | Título | Data      | Material          | Coleção                                             | Versão audível |
| ------ | --- | --------- | ----------------- | --------------------------------------------------- | -------------- |
|        | Miranda de Azevedo | 1920      | tinta a óleo tela |                                                     |                |
|        | Cartão Telefônico Sistema Telebrás Série Museus Museu Paulista da Universidade de São Paulo (Museu do Ipiranga) - Pintura Histórica: "Náu Capitânea de Pedro Álvares Cabral ou Índios a Bordo da Nau Capitânea" | 1996      |                   | Coleção Cartões Postais Coleção Museu Paulista      |                |
|        | Caminho do Mar - Calçada de Lorena, 1826 |           | aquarela          | Coleção Fundo Museu Paulista Coleção Museu Paulista |                |
|        | Retrato de Marechal Floriano Peixoto | século XX | tinta a óleo tela | Coleção Fundo Museu Paulista Coleção Museu Paulista |                |
|        | Partida de Porto Feliz | século XX | tinta a óleo tela | Coleção Fundo Museu Paulista Coleção Museu Paulista |                |
|        | Retrato de Alexandre Tomás Cochrane (Lord Cochrane) | 1925      | tinta a óleo tela | Coleção Fundo Museu Paulista Coleção Museu Paulista |                |
|        | Retrato de Francisco de Paula Sousa e Melo | 1925      | tinta a óleo tela | Coleção Fundo Museu Paulista Coleção Museu Paulista |                |
|        | Retrato do Frei Francisco de Santa Teresa Sampaio | 1925      | tinta a óleo tela | Coleção Fundo Museu Paulista Coleção Museu Paulista |                |
|        | Retrato de Pedro Labatut | 1925      | tinta a óleo tela | Coleção Fundo Museu Paulista Coleção Museu Paulista |                |
|        | Retrato de Estevam Ribeiro de Rezende (Marquês de Valença) | 1925      | tinta a óleo tela | Coleção Fundo Museu Paulista Coleção Museu Paulista |                |
|        | Retrato de Felisberto Caldeira Brandt (Marquês de Barbacena) | 1925      | tinta a óleo tela | Coleção Fundo Museu Paulista Coleção Museu Paulista |                |
|        | Retrato de Mariano J. Pereira Fonseca (Marquês de Maricá) | 1925      | tinta a óleo tela | Coleção Fundo Museu Paulista Coleção Museu Paulista |                |
|        | Retrato de Antonio Carlos Ribeiro de Andrada | 1925      | tinta a óleo tela | Coleção Fundo Museu Paulista Coleção Museu Paulista |                |
|        | Desembarque de Pedro Àlvares Cabral em Porto Seguro, óleo de Oscar Pereira da Silva, pintado em 1922 |           |                   | Coleção Fundo Museu Paulista Coleção Museu Paulista |                |
|        | Tiradentes, óleo de Oscar Pereira da Silva (1867-1939) (2) |           |                   | Coleção Fundo Museu Paulista Coleção Museu Paulista |                |
|        | Fundação de São Paulo, óleo de Oscar Pereira da Silva |           |                   | Coleção Fundo Museu Paulista Coleção Museu Paulista |                |
|        | Tiradentes, óleo de Oscar Pereira da Slva |           |                   | Coleção Fundo Museu Paulista Coleção Museu Paulista |                |
|        | Fundação de São Paulo, óleo de Oscar Pereira da Silva (1867-1939) (1) |           |                   | Coleção Fundo Museu Paulista Coleção Museu Paulista |                |
|        | Desembarque de Pedro Álvares Cabral em Porto Seguro, óleo de Oscar Pereira da Silva (1867-1939), pintado em 1922                                                                                                |           |                   | Coleção Fundo Museu Paulista Coleção Museu Paulista |                |
|        | Fundação de São Paulo, óleo de Oscar Pereira da Silva (1867-1939) (2) |           |                   | Coleção Fundo Museu Paulista Coleção Museu Paulista |                |
|        | Tiradentes, óleo de Oscar Pereira da Silva (1867-1939) (1) |           |                   | Coleção Fundo Museu Paulista Coleção Museu Paulista |                |
|        | Desembarque de Cabral em Porto Seguro | 1904      | tinta a óleo tela | Coleção Museu Histórico Nacional                    |                |
|        | Desembarque de Pedro Álvares Cabral em Porto Seguro, 1500 | 1900      | tinta a óleo      | Coleção Museu Paulista                              |                |
|        | Fundação da Cidade de São Paulo | 1909      | tinta a óleo      | Coleção Museu Paulista                              |                |
|        | 9º Encontro de Monções no Sertão | 1920      | tinta a óleo      | Coleção Museu Paulista                              |                |
|        | Bandeirantes a Caminho das Minas | 1920      | tinta a óleo      | Coleção Museu Paulista                              |                |
|        | Calçada de Lorena, 1826 | 1920      | tinta a óleo      | Coleção Museu Paulista                              |                |
|        | Carga de Canoas | 1920      | tinta a óleo      | Coleção Museu Paulista                              |                |
|        | Combate de Bandeirantes de Mogi das Cruzes com Guaicurus |           | tinta a óleo      | Coleção Museu Paulista                              |                |
|        | Combate de Botocudos em Mogi das Cruzes | 1920      | tinta a óleo      | Coleção Museu Paulista                              |                |
|        | Hércules Florence | 1922      | tinta a óleo      | Coleção Museu Paulista                              |                |
|        | Nau Capitania de Cabral, Índios a Bordo da Capitania de Cabral |           | tinta a óleo      | Coleção Museu Paulista                              |                |
|        | Ponte Coberta de Cubatão, 1850 | 1920      | tinta a óleo      | Coleção Museu Paulista                              |                |
|        | Retrato de Anchieta | 1920      | tinta a óleo      | Coleção Museu Paulista                              |                |
|        | Retrato de Antonio Luís Gonzaga da Silva Leme | 1939      | tinta a óleo tela | Coleção Museu Paulista                              |                |
|        | Retrato de D. Pedro I | 1925      | tinta a óleo      | Coleção Museu Paulista                              |                |
|        | Retrato de Ferdinando Denis | 1939      | tinta a óleo      | Coleção Museu Paulista                              |                |
|        | Retrato de Joaquim Gonçalves Ledo | 1925      | tinta a óleo      | Coleção Museu Paulista                              |                |
|        | Retrato de Joaquim José da Silva Xavier - Tiradentes | 1922      | tinta a óleo      | Coleção Museu Paulista                              |                |
|        | Retrato de José Bonifácio de Andrada e Silva | 1922      | tinta a óleo      | Coleção Museu Paulista                              |                |
|        | Retrato de José Clemente Pereira | 1925      | tinta a óleo      | Coleção Museu Paulista                              |                |
|        | Retrato de Martim Francisco Ribeiro de Andrada | 1925      | tinta a óleo      | Coleção Museu Paulista                              |                |
|        | Retrato do Dr. Bernardino de Campos | 1924      | tinta a óleo      | Coleção Museu Paulista                              |                |
|        | Retrato do Padre Diogo Antônio Feijó | 1925      | tinta a óleo      | Coleção Museu Paulista                              |                |
|        | Sessão das Cortes de Lisboa | 1922      | tinta a óleo      | Coleção Museu Paulista                              |                |
|        | Príncipe Regente Dom Pedro e Jorge de Avilez a Bordo da Fragata União | 1922      | tinta a óleo tela | Coleção Museu Paulista Coleção Fundo Museu Paulista |                |
|        | Retrato de Domingos José Martins | 1925      | tinta a óleo      | Coleção Museu Paulista Coleção Fundo Museu Paulista |                |
|        | Dorso de mulher | 1893      | tinta a óleo tela | Museu Nacional de Belas Artes                       |                |
|        | Sem título |           |                   | Museu Victor Meirelles                              |                |
|        | A renúncia de ser rei - aclamação de Amador Bueno | 1931      | tinta a óleo tela | Museu de Arte de São Paulo                          |                |
|        | Durante a pose | 1914      | tinta a óleo tela | Q59247460                                           |                |
|        | A infância de Giotto | 1895      | tinta a óleo tela | Q59247460                                           |                |
|        | Escrava Romana | 1882      | tinta a óleo tela | Q59247460                                           |                |
|        | A Música | 1896      |                   | Teatro Municipal de São Paulo                       |                |

∑ 54 items.